# Dick Gabel
Dirk Hendrik (Dick) Gabel (Amsterdam, 19 januari 1903 – Hellendoorn, 11 oktober 1988) was een Nederlands cabaretier en toneelacteur. 
Hij was zoon van Johanna Weijmer en Willem Gabel. Zelf was hij tussen 1930 en 1945 (echtscheiding) getrouwd met Aaltje Engel, vanaf 27 december 1945 krap een half jaar (overlijden) met Barendina Elisabeth Noordeloos, vanaf 1949 tot 1954 met Alida Cornelia Noordeloos (eind onbekend) en vanaf 1954 met Sonja van Weerdenburg. Sonja van Weerdenburg, geboren in 1921, was dochter van acteursechtpaar Cor Smit (Cor van Weerdenburg-Smit) en Kees van Weerdenburg.
Gabel was van huis uit na een MULO-opleiding (assistent-)accountant, aldus zijn militaire keuringsrapport. Zijn naam dook eind 1930 op bij de Vrije Gemeente Jongeren Organisatie; hij regelde de kaartverkoop, maar speelde ook pastoor Nansen in Allerzielen van Herman Heijermans. Volgens de recensie in Het Volk droeg hij de voorstelling van het amateurgezelschap.  Anderhalf jaar later werd hij geregisseerd door Albert van Dalsum. In 1933 regisseerde hij zelf een Kerstspel in de Gebouw van de Vrije Gemeente Amsterdam onder begeleiding van Anton Tierie.  In dat jaar duidde men hem als actief bij het “leekentooneel” en vrijzinnig godsdienstigen. In 1935 kwam Gabels eigen Voor de poort op de planken. In 1946 werd melding gemaakt de eerste optredens van het Kleinkunstensemble van Dick Gabel met Gré Lintz, Pauline Wesselman (zangeres, later koordirigent), Dick Gabel, Wim Burger en Ger Terwiel (later Nederlandse Volksopera), plaats van handeling was het Apollopaviljoen.  Na daarna in wisselende samenstellingen opgetreden te hebben voor arbeiders uit de wederopbouw, volgde in oktober 1947 een tournee door Nederlands-Indië onder de vlag van Nationale Inspanning Welzijnsverzorging Indië (NIWIN) en voorstellingen van cabaretrevue De papieren wereld in de Stadsschouwburg. Hetty Blok zong in 1948 avond aan avond zijn lied Charleston. In 1949 kwam er weer een uitgebreide Indische tournee langs buitenposten van de Koninklijke Landmacht. In 1950 volgde de revue Fata morgana. In 1951 volgden een aantal optredens in De Kleine Komedie, waarbij het ensemble weer een nieuwe samenstelling had: Jeanne Verstraete, Tineke van Leer, Miep Vluegels, Flip van der Schalie en musicus Peter Kellenbach.  Zijn loopbaan in de cabaretwereld liep door tot ongeveer 1964, waarbij ook Sonja van Weerdenburg wel samen met hem optrad. Daarna verdwenen ze totaal in de anonimiteit, al schreef hij nog wel teksten en schilderde hij in woonplaats Diemen, voordat het echtpaar naar Nijverdal trok.
.